# Acalypha dimorpha
Acalypha dimorpha é uma espécie de flor do gênero Acalypha, pertencente à família Euphorbiaceae.